# モーラス主義

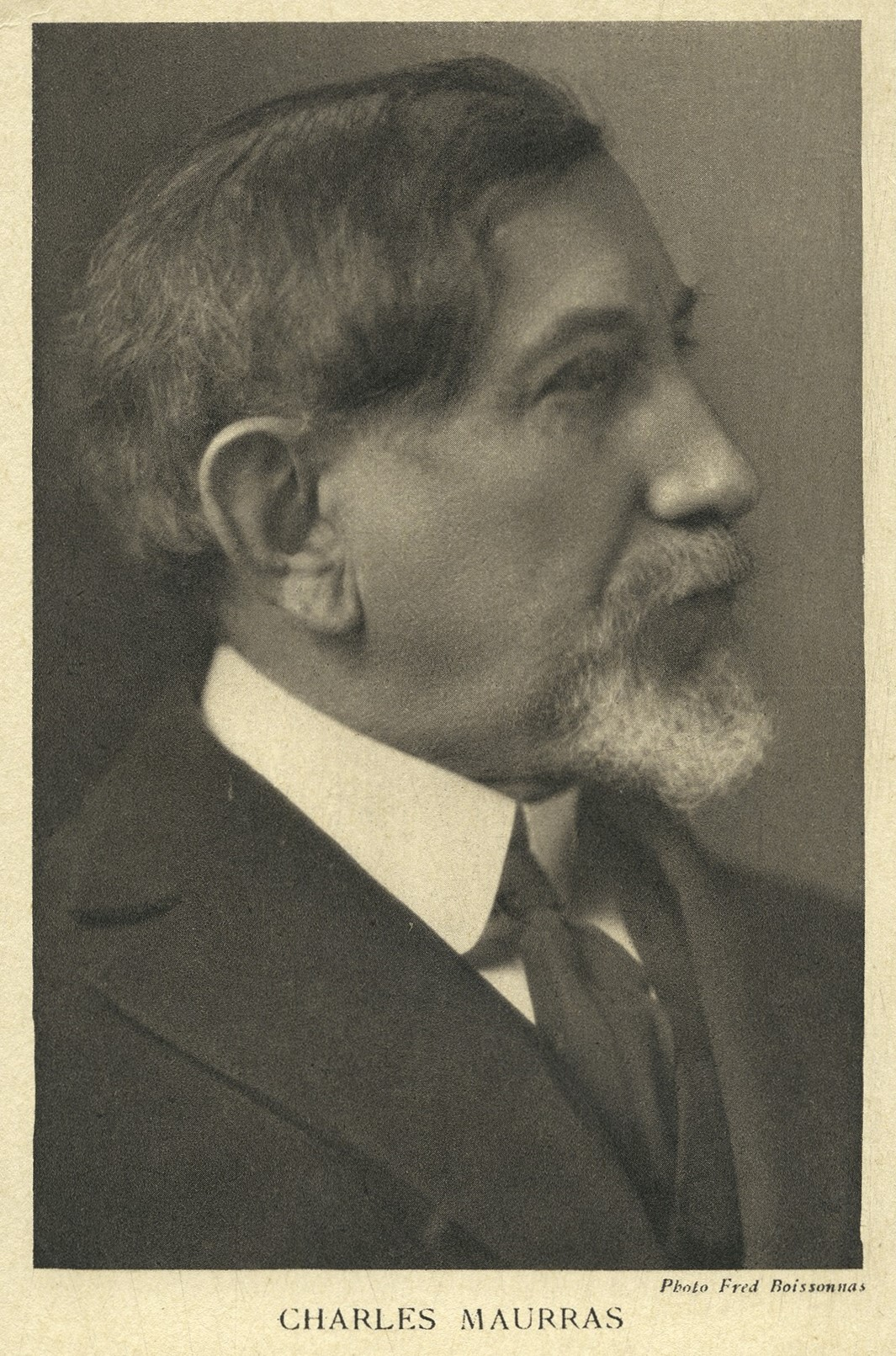
1925年のシャルル・モーラス

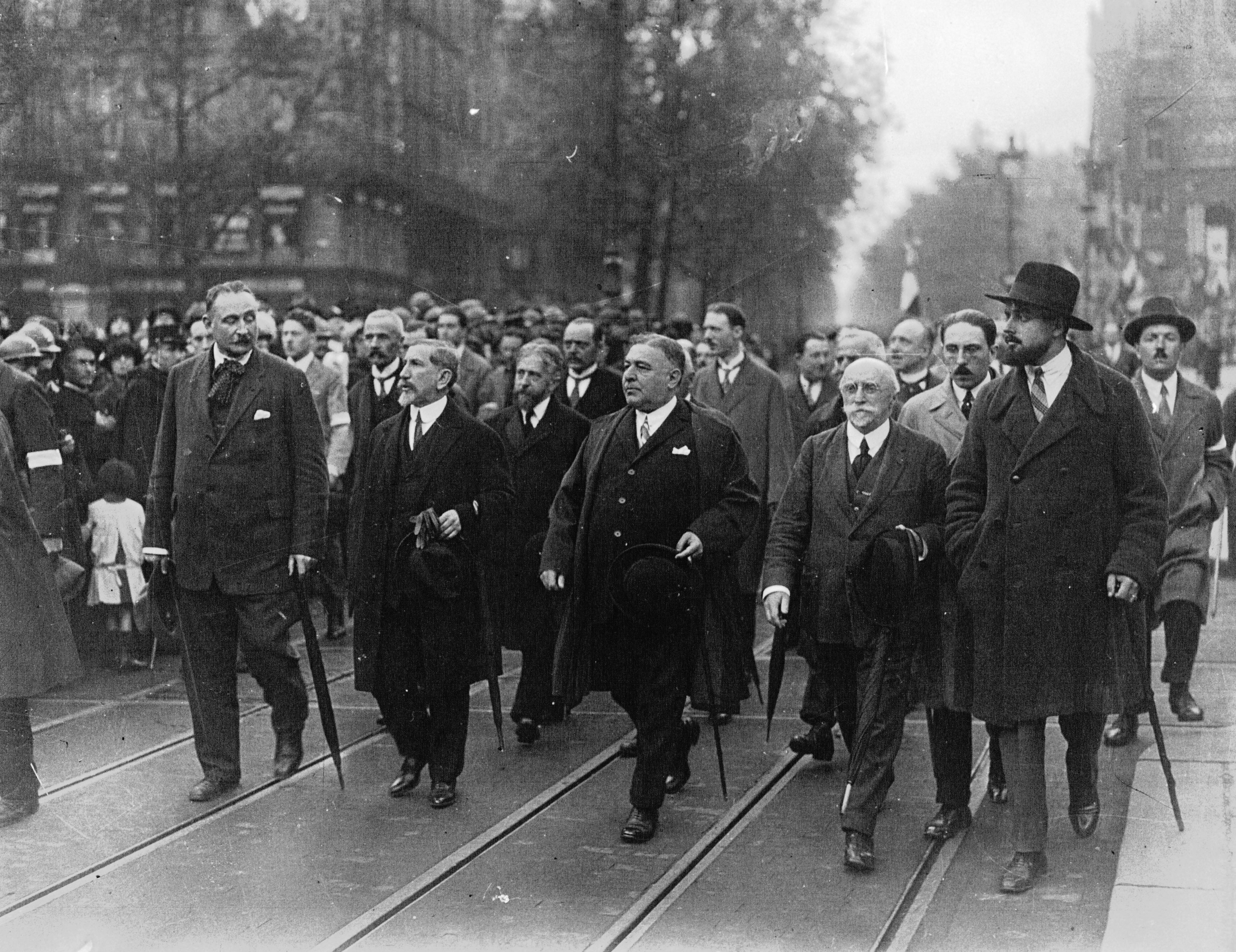
1927年5月8日、ジャンヌダルクの建国記念日にパレードする「アクション・フランセーズ」の指導者たち

モーラス主義（Maurassisme）とは、シャルル・モーラス（1868-1952）によって創始された政治思想であり、アクション・フランセーズ運動と最も密接に関連している。モーラス主義は、絶対的な統合ナショナリズム、君主主義、コーポラティズム、国家サンディカリスムを提唱し、民主主義、自由主義、資本主義、共産主義に反対する。

## モーラス主義の教義

### 退廃状態
モーラス主義は、フランスの結束とその偉大さを肯定する反革命的な思想となることを目指していた。それは「政治第一」というスローガン、愛郷心（パトリオティズム）という公準（フランス革命がナショナリズムを優先して消し去ったもの）、そして国家から始まった。モーラスにとって、19世紀末のフランス社会は退廃と腐敗によって蝕まれていた。彼によれば、これらの弊害は革命から生じ、ドレフュス事件で頂点に達した。モーラスの受けた思想的影響は、プラトンやアリストテレスからジョゼフ・ド・メーストル、ダンテ、トマス・アクィナス、オーギュスト・コントにまで及んだ。受けた歴史的影響は、サント＝ブーヴからフュステル・ド・クーランジュ、イポリット・テーヌ、エルネスト・ルナンにまで及んだ。
モーラスにとって問題だったのは、革命的でロマン主義的な精神であり、彼が「四つの連合国家」（États confédérés）と呼んだ自由主義勢力によって支えられていた。彼は1949年の『フランスの若者のために』の中で、これをユダヤ人、プロテスタント、フリーメーソン、そしてモーラスが「メテク」（métèques）と呼んだ外国人であると定義した。これらは「反フランス」を代表するものであり、フランス国民の一部として認められることは決してなかった。

### モーラスの解決策：秩序、理性、古典主義、そして自由
モーラス主義は、若きシャルル・モーラスの秩序への欲求から生まれたようであり、一部の人々はそれを彼の難聴に起因すると考えている。
- 哲学において、この秩序への欲求は理性への無条件の愛着をもたらした。
- 芸術においては、「逸脱した」ロマン主義への対抗としての古典主義の擁護。
- 政治においては、権威に基づく体制を目指すことを意味した。しかし、地方主義的なプロヴァンスの詩人であったモーラスにとって、権威は地方の自由の尊重と両立しなければならなかった。これは、彼によれば、君主制においてのみ実現可能であった。こうしてモーラスは1896年に原理に基づく王党派となった。

政治に関してより正確に言えば、モーラス主義は国家統合を保障するために、以下の政策を掲げた。
- 4つの「連合国家」を国から排除し、国益（「フランスのみ」）を賛美すること。
- 「真の国民」の地方分権を保障しつつ、国家統一を維持する制度を確立すること（モーラスにとって、この制度は君主制であった）。
- 道徳において、統合の要となるカトリック教会の権威、そして秩序の創造者・模範としてのカトリック教会の役割。

### 「真の国」（pays réel）に立脚した政治モデル
実証主義の流れを汲み、モーラスは社会組織と制度は、幾世紀にもわたる淘汰の産物であるべきだと考えた。「組織化された経験主義」は、それぞれの国の状況に適応しているため、理想化された理論よりも効果的だとされた。君主制はこれらの制度で一定の役割を果たし、特にフランク人とフランス人の対立を抑えるために必要だった。
時を経て形成された制度への信頼は、モーラスに、生活の現実――地域、仕事、取引、教区、家族――に根差した「真の国」（pays réel）と、彼が「真の国」に人工的に押し付けられたものと見なした「法定上の国」（pays légal）を区別させた。これらの考えは、カトリック政治伝統における有機体論的なテーマを再考したものであった。
モーラスの制度的本能は、彼の初期の連邦主義とフレデリック・ミストラルのフェリブリージュ運動への傾倒にも負うところが大きい。彼は君主制に地方分権の鍵を見出したのである。彼は、国民の主権者への直接的な忠誠とカトリック教会の道徳的紐帯が、高度に地方分権化された政治体制における国家統一を保障するのに十分な統合力となると考えた。対照的に、共和制は、ナポレオン的な中央集権行政という鉄の箍によって拘束されることによってのみ、これらの目標を達成できるとした。彼の理想は、高みに権威があり、その下に自由がある、というものであった。
1914年と1940年に、モーラスは実用主義であったことと、内戦への強い懸念から、ナショナリストの妥協、つまり危機における国民連合という原則に忠実であり続け、ジョルジュ・クレマンソーとフィリップ・ペタンの両方を支持したのは注目すべき点である。

## 政治思想史における位置

### 新しい政治的統合
政治制度の観点から、モーラスは若い頃はレジティミスト、その後は連邦共和主義者だったが、1896年に政治的な論拠から王党派（ただしオルレアン派支持者として）に回帰した。王がフランスを創造し、フランスは1789年以来堕落の一途をたどっている、という論拠である。ルイ・フィリップ・ロベール (オルレアン公)とその子孫（ジャン (ギーズ公)、アンリ (パリ伯)）の支持者として、彼はナショナリスト共和主義者によって新しく設立されたアクション・フランセーズを王党派の理想に転換し、ラ・トゥール・デュ・パン侯爵やシャレット将軍に代表されるような、伝統的なフランス王党派の残党を結集させることを夢見ていた。
普仏戦争という道徳的衝撃によって引き起こされ、一部の伝統主義勢力を国家という理念へと駆り立て、1898年以降のドレフュス事件によって大きく作用した、反革命思想とナショナリズム（そして実証主義）の統合は、モーラス主義においてその頂点に達した。シャルル・ペギーのようなジャコバン主義的ナショナリズムや普遍主義的ナショナリズムなど、非モーラス主義的な政治的ナショナリズム運動もいくつか残存したが、反革命政治は伝統的な王党派グループの統合を経て、1911年までに完全にモーラス主義に転換した。
モーラス主義は、カトリック教徒が共和国に接近した1893年以来衰退していた反革命思想に新たな風を吹き込んだ。それは、これらの思想を伝統的な反革命地域、カトリック社会、貴族階級の枠を超えて広まった。
晩年まで不可知論者であったモーラス（晩年にカトリックに改宗）は、フランス社会におけるカトリック教会の社会的・歴史的役割、特に統合力としての役割を高く評価した。国家統合の利益に資する制度としてのカトリック教会に対する彼の功利主義的な見方は、敬虔なカトリック教徒と教会から距離を置く人々の歩み寄りを促した。

### 20世紀前半における主要な影響
モーラス主義的な総合は、フランスにおいて一つの学派へと発展し、フランス国境を越えて広まった。フランス国内では、モーラス主義は1910年代から1920年代にかけて知識人や学生サークル（法学部や医学部など）に大きな影響を与え、教皇の非難を受ける前の1926年に頂点に達した。例として、モーラス主義の流れは、「ベルナノスからジャック・ラカン、T・S・エリオットからジョルジュ・デュメジル、ジャック・マリタンからジャック・ローラン、ティエリー・モルニエからギュスターヴ・チボン、そしてド・ゴールまで」、実に多様な人々を引きつけた。
モーラス主義は、1940年から1941年にかけてのヴィシー政権の国民革命、ポルトガルのアントニオ・サラザール政権、スペインのフランシスコ・フランコ政権に特に強い影響を与えた。

## 関連ページ
- Camelots du Roi
- 統合ナショナリズム
- Maurrassisme in Argentina
- ソレル主義

## 参照
1. ↑  David Miller, Janet Coleman, William Connolly, Alan Ryan. The Blackwell encyclopaedia of political thought. Second Edition. Malden, Massachusetts, USA; Oxford, England, UK; Carlton, Victoria, Australia: Blackwell Publishing, 1991 Pp. 328.
2. ↑  See further this extract from his Dictionnaire politique et critique.
3. ↑  Laurent Dandrieu, Valeurs Actuelles, link to be provided
4. ↑  Laurent Dandrieu, Valeurs actuelles, 15 September 2006 Archived 14 November 2008 at the Wayback Machine.

## 関連文献
- Pierre Boutang, Maurras, la destinée et l'œuvre, La Différence, 1991.
- François Huguenin, A l'école de l'Action française: un siècle de vie intellectuelle, Editions J.-C. Lattès, 1998.
- Yves Chiron, La vie de Maurras, Perrin, 1991.
- Stéphane Giocanti, Maurras félibre, coll. des Amis de la Langue d'oc, 1995.
- Michel Mourre, Charles Maurras, éd. Universitaires, 1958.
- Jacques Paugam, L'Âge d'or du maurrassisme, preface by Jean-Jacques Chevallier, Paris, Denoël, 1971.
- Claude Hauser & Catherine Pomeyrols (eds), L'Action française et l'étranger: usages, réseaux et représentations de la droite nationaliste française, L'Harmattan, 2001, ISBN 2-7475-1778-0